# L'Heure du Docteur
L'Heure du Docteur (The Time of the Doctor) est l'épisode spécial de Noël 2013 de la série télévisée britannique Doctor Who dont la diffusion a eu lieu sur BBC One le 25 décembre 2013, et le 800e épisode de la série (en comptant les épisodes spéciaux diffusés à la télévision, ainsi que le film avec Paul McGann). Il marque la fin de l'ère du onzième Docteur incarné par Matt Smith, et sa régénération, et voit le retour des Daleks, des Cybermen, des Anges Pleureurs et du Silence.

## Résumé
L'épisode commence par un discours de Tasha Lem. Le Docteur apparaît juste après avec une tête de Cyberman, qu'il surnomme Cafetière, (« Handles » en VO) lui donnant des informations sur la situation : des vaisseaux de toutes les races de l'univers se sont rassemblés autour d'une planète depuis laquelle est émis un signal que personne ne parvient à décrypter. Juste après, Clara appelle le Docteur et lui demande de venir chez elle pour le repas de Noël. En effet, elle a fait croire aux invités qu'elle avait un petit-ami. Le Docteur va donc la rejoindre avant de s'éclipser pour cuire la dinde dans le TARDIS et, en attendant, rejoindre le Complexe Papal, dont le vaisseau fut le premier arrivé en orbite autour de la planète d'où provient le signal.
Le Docteur et Clara se rendent donc sur le vaisseau, puis le Docteur entre dans une chapelle avec Tasha Lem, qui l'avait invité, et laisse Clara dans le couloir. Tasha Lem explique qu'elle a fait en sorte de dresser un bouclier afin que personne ne puisse se rendre sur le sol de la planète. Dans le couloir, des Silences arrivent. Clara est paniquée et entre dans la chapelle où se trouve le Docteur, mais ne se souvient pas pourquoi elle est entrée dans la pièce. Tasha Lem leur explique qu'ils doivent se rendre sur la planète afin de comprendre d'où vient le mystérieux signal, et les y téléporte.
Ils se matérialisent dans une forêt juste à côté d'un village. Clara voit une main en pierre dépasser de la neige, le dit au Docteur qui en entendant le mot « pierre », se retourne et dit à Clara de rester près de lui : ce sont des Anges Pleureurs. Ils s'échappent en matérialisant le TARDIS autour d'eux, grâce à une clef dissimulée dans la perruque du Docteur. Ils entrent dans le village où ils comprennent qu'ils ne peuvent que dire la vérité lorsqu'ils répondent à une question, puis ils arrivent dans le bâtiment principal et le Docteur y trouve une faille semblable à celle du mur d'Amy Pond.
Cafetière continue de lui affirmer que le signal provient de Gallifrey. Grâce à un sceau du Haut-Conseil de Gallifrey que possède le Docteur il réussit à traduire le signal, émis en tout temps et tout lieu dans l'univers : « Docteur Qui ? » (en anglais Doctor Who ?).
Le Docteur comprend alors que les Seigneurs du Temps ont profité de l'apparition de la faille, qui est un point faible dans la structure de l'univers, et qu'en répondant au signal par son nom, il leur donnerait le signal du retour, chose que les races rassemblées autour de la planète ne veulent pas laisser faire. Le signal est traduit à travers tout l'univers, et aussi bien les Daleks que les Cybermen et Tasha Lem menacent de détruire le village afin d'éviter ce retour, synonyme d'une nouvelle Guerre du Temps.
Tasha Lem annonce au Docteur qu'il se trouve sur une planète nommée Trenzalore. Par une ruse, il renvoie alors Clara chez elle grâce au TARDIS, et décide de rester dans le village de Noël (Christmas en anglais). Mais le TARDIS ne revient pas. Pendant ce temps, Tasha Lem déclare que le Complexe Papal devient l'Église du Silence, vouée à s'assurer que le Docteur ne prononce pas son nom et commençant le siège de Trenzalore.
Pendant 300 ans, le Docteur lutte avec ruse afin de protéger le village mais il devient de plus en plus vieux tandis que tous ses assaillants sont repoussés ou vaincus. Clara fini par revenir, car elle s'était accrochée à la porte du TARDIS. Le Docteur explique à Clara qu'il ne peut plus se régénérer, les Seigneurs du Temps étant limités par un cycle de douze régénérations : le Docteur de la Guerre est issu d'une régénération et le "10ème" Docteur s'est régénéré bien qu'en gardant la même apparence grâce à sa main coupée (dans La Fin du voyage), il a donc déjà utilisé l'intégralité de son cycle.
Clara et le Docteur retournent sur le vaisseau-mère du Complexe Papal où ils apprennent que les Daleks vont attaquer le village, ayant déjà pris possession du vaisseau et converti tous ceux à bord ainsi que Tasha, qui finit néanmoins par reprendre possession de son corps et de son esprit en luttant contre son Dalek intérieur.
Le Docteur trompe à nouveau Clara et la renvoie chez elle pendant le repas de Noël, le TARDIS repartant seul cette fois-ci. De retour auprès du Docteur, celui-ci déclare à Barnable qu'il garde son vaisseau auprès de lui signifiant qu'il pourrait partir un jour avec mais il reste définitivement à Noël tandis que la guerre avec ses ennemis éclate. Aidé par les Silences, le Docteur les repousse tous hormis les Daleks.
Plus tard, Clara entend à nouveau le TARDIS mais découvre que c'est Tasha qui l'a piloté pour venir la chercher pour qu'elle voit une dernière fois le Docteur, très âgé et mourant. Devenu sénile, ce dernier affirme qu'il n'y a plus rien à faire face aux Daleks qui exigent qu'on leur apporte le Docteur. Il se rend alors au clocher tandis que Clara désespérée implore les Seigneurs du Temps à travers la faille d'aider le Docteur, malgré le manque de réponse à leur question. N'ayant pas de réponse Clara commence à quitter la salle mais se retourne lorsqu'elle entend la faille se refermer brusquement. Les Daleks parlent avec le Docteur et lui disent qu'il va mourir. Le Docteur est d'accord avec eux jusqu'à ce que dans le ciel la faille s'ouvre et donne au Docteur de l'énergie régénératrice. Surpris le Docteur se réjouit et défie les Daleks avant d'utiliser l'énergie de sa régénération contre eux, détruisant leurs vaisseaux.
Après ce court instant de bataille, Clara le recherche et va dans le TARDIS. Elle trouve des vêtements au sol dans la salle de contrôle puis retrouve le Docteur redevenu jeune mais encore sur le point de se régénérer, il finit de manger son bol de poissons panés avec la crème anglaise. Ils discutent brièvement ; le Docteur hallucine et voit la petite Amelia Pond puis l'Amy adulte qui lui dit tendrement : « L'homme débraillé, bonne nuit ». Il dénoue son nœud papillon et le laisse tomber à terre puis fait signe à Clara de s'éloigner un peu car il se régénère, commençant ainsi le nouveau cycle offert par les Seigneurs du Temps. Mais le nouveau Docteur semble avoir perdu la mémoire et se retrouve incapable de piloter la machine.

## Distribution
- Matt Smith : Onzième Docteur
- Jenna Coleman : Clara Oswald
- Peter Capaldi : Douzième Docteur
- Orla Brady : Tasha Lem
- James Buller : Père de Clara
- Elizabeth Rider : Linda
- Sheila Reid : La grand-mère de Clara
- Mark Brighton : Colonel Albero
- Rob Jarvis : Abramal
- Tessa Peake-Jones : Marta
- Jack Hollington : Barnable
- Sonita Henry : Colonel Meme
- Tom Gibbons : Jeune homme
- Ken Bones : Voix
- Aidan Cook : Cyberman
- Kayvan Novak : Voix de Cafetière
- Nicholas Briggs : Voix des Cybermen/Daleks
- Barnaby Edwards, Nicholas Pegg : Daleks
- Ross Mullan : Silence
- Dan Starkey : Sontarien
- Sarah Madison : Ange pleureur
- Karen Gillan : Amy Pond

### Version française
- Version française - Dubbing Brothers
- Adaptation - Olivier Lips & Rodolph Freytt
- Direction artistique - David Macaluso
- Mixage - Marc Lacroix

Avec les voix de
- Marc Weiss - le Docteur
- Philippe Résimont - le nouveau Docteur
- Jean-François Rossion - Cyberhead (Cafetière)/Dalek/Sontarien
- Léonce Wapelhorst - Marta
- Monique Schlusselberg - Gran
- Audrey d'Hulstère - Amy
- Alain Eloy - Abramal
- Jacqueline Ghaye - Linda
- Hugo Gonzalez - Barnable
- Alice Haugness - Petite fille
- Valérie Lemaître - Tasha Lem
- Marielle Ostrowski - Clara
- Naïma Ostrowski - Colonel Meme
- Benoit Pauwels - Dalek/Sontarien
- Grégoire Noirfalise - Dalek/Jeune homme

## Continuité
- Cet épisode explique plusieurs événements jusque-là encore mystérieux dans les deux saisons précédentes. L'Église du Complexe Papal déjà mentionnée dans La Retraite du démon se mue en Église du Silence afin d'empêcher le Docteur de faire revenir les Seigneurs du Temps. Les créatures menaçantes dont il est impossible de se souvenir après les avoir perdues du regard furent créées à l'origine comme confesseurs. D'autre part, on apprend que Madame Kovarian, à la tête d'une faction schismatique, a remonté le temps dans le but d'empêcher le Docteur d'arriver un jour à Trenzalore et de provoquer une nouvelle Guerre du Temps. Pour ce faire, elle fit exploser le TARDIS dans La Pandorica s'ouvre et tenta de faire assassiner le Docteur par River Song dans L'Impossible Astronaute. Ces deux actions permirent en fait l'arrivée du Docteur sur la planète, provoquant donc les événements de cet épisode. Ainsi, Madame Kovarian créa elle-même la situation qu'elle voulait éviter, ce que le Docteur décrit comme une boucle causale.
- La prophétie concernant les plaines de Trenzalore (que Dorium nous rappelle dans Le Mariage de River Song) faisait référence aux événements de cet épisode.
- Il est montré dans cet épisode ce que voyait le Docteur dans « sa » chambre dans Le Complexe divin : la fissure. Au cours de ce flashback on revoit diverses séquences avec la fissure de la saison 5.
- Le Docteur explique à Clara avoir fait exploser l'Univers puis l'avoir rebooté en 2010, ce qui fait référence aux évènements de la Pandorica s'ouvre et plus globalement au fil rouge de la saison 5. Il subsiste une unique fissure qu'il décrit comme une « cicatrice » de cet évènement.
- Les Seigneurs du temps diffusent à travers la fissure leur message depuis l'univers de poche où le Docteur les a envoyés dans l'épisode précédent.
- Le Docteur permet à Cafetière de traduire le message grâce à un sceau du Haut Conseil qu'il aurait volé au Maître dans la « Zone de la Mort ». C'est une référence à The Five Doctors. Les Seigneurs du temps avaient promis un nouveau cycle de régénération au Maître dans cet épisode.
- La diffusion obligatoire de la traduction du message à tous les êtres vivants à portée est une référence implicite au champ de traduction générée par le TARDIS, qui a déjà été évoqué à de nombreuses reprises (la Chute de Pompéi, Destruction Mutuelle Assurée).
- Lors du siège de Trenzalore, le Docteur défend la ville de Noël contre différents ennemis récurrents de la série : Cybermen, Sontariens, Anges pleureurs et enfin Daleks.
- Le Docteur dit avoir « renversé la polarité » de l'arme du cyberman de bois, une phrase célèbre du troisième docteur. Il s'agit d'une astuce : une fois de plus le tournevis sonique ne marche pas sur le bois, ce qui a été évoqué dans de nombreux épisodes (notamment les Vampires de Venise).
- Les Daleks ont à nouveau recours à des humains transformés en marionnettes et ils redécouvrent - grâce à la mémoire de Tasha Lem - le Docteur, qu'Oswin leur avait fait oublier. Il s'agit de références à L’Asile des Daleks.
- Cet épisode entérine la limitation à 12 régénérations exposée pour la première fois dans The Deadly Assassin. Le Onzième Docteur explique qu'il est en réalité la treizième incarnation en comptant le Docteur de la guerre et la fausse régénération incomplète du Dixième Docteur à la fin de la Terre volée.
- L'état de la planète et le TARDIS transformé en tombe du Docteur dans le Nom du Docteur sont le futur qui serait advenu sans l'intervention des Seigneurs du temps.
- La possibilité de donner un nouveau cycle de régénération a déjà été évoquée par le passé concernant le Maître.
- Le Docteur se sert de son énergie de régénération comme d'une arme comme River Song dans Allons tuer Hitler.
- Le Docteur sur le point de compléter sa régénération mange du poisson pané à la crème anglaise, premier plat qu'il ait accepté de manger dans le Prisonnier zéro.

## Diffusion
En France, l'épisode diffusé le 22 mars 2014 à 20 h 45 sur France 4 a été suivi par 378 000 téléspectateurs soit 1,5 % de parts de marché.

## Liens
- (en) L'Heure du Docteur sur l’Internet Movie Database
- "The Time of the Doctor". critique de l'épisode sur le site Daily Mars